# 李洙勳
李洙勳（韓語：이수훈、1954年12月13日—），韓國學者、外交官，慶尚南道昌原郡（現昌原市）人。1977年取得釜山大學英文系學士，1986年再取得約翰·霍普金斯大學社會學博士。在盧武鉉總統政府時期擔任為總統獻策建言的東北亞時代委員會委員長，並擔任文在寅總統政府國政企劃諮詢委員會負責外交安全事務的委員長。
曾擔任慶南大學的社會學科教授。後獲第19任大韓民國總統文在寅提名，2017年10月31日起接替李俊揆擔任駐日本大使。2019年4月卸任。

## 荣誉
- 黄条勤政勋章（2008年2月21日[2]）

### 外国勋章奖章
- 旭日大绶章（日本，2019年4月19日公布[3]）